# The Escapist
《The Escapist》（直译：逃避现实）是一个在线杂志，主要报道电子游戏，也报道电影、漫画、电视及其他。由Alexander Macris出版，由Julianne Greer任编辑至2009年6月30日，再由Russ Pitts任编辑至2011年9月，再由Steve Butts任至2012年9月4日，再由Susan Arendt任至2013年6月14日，再由Greg Tito任至2015年1月21日，目前由Joshua Vanderwall任编辑。